# Palanca de cambios (automóvil)

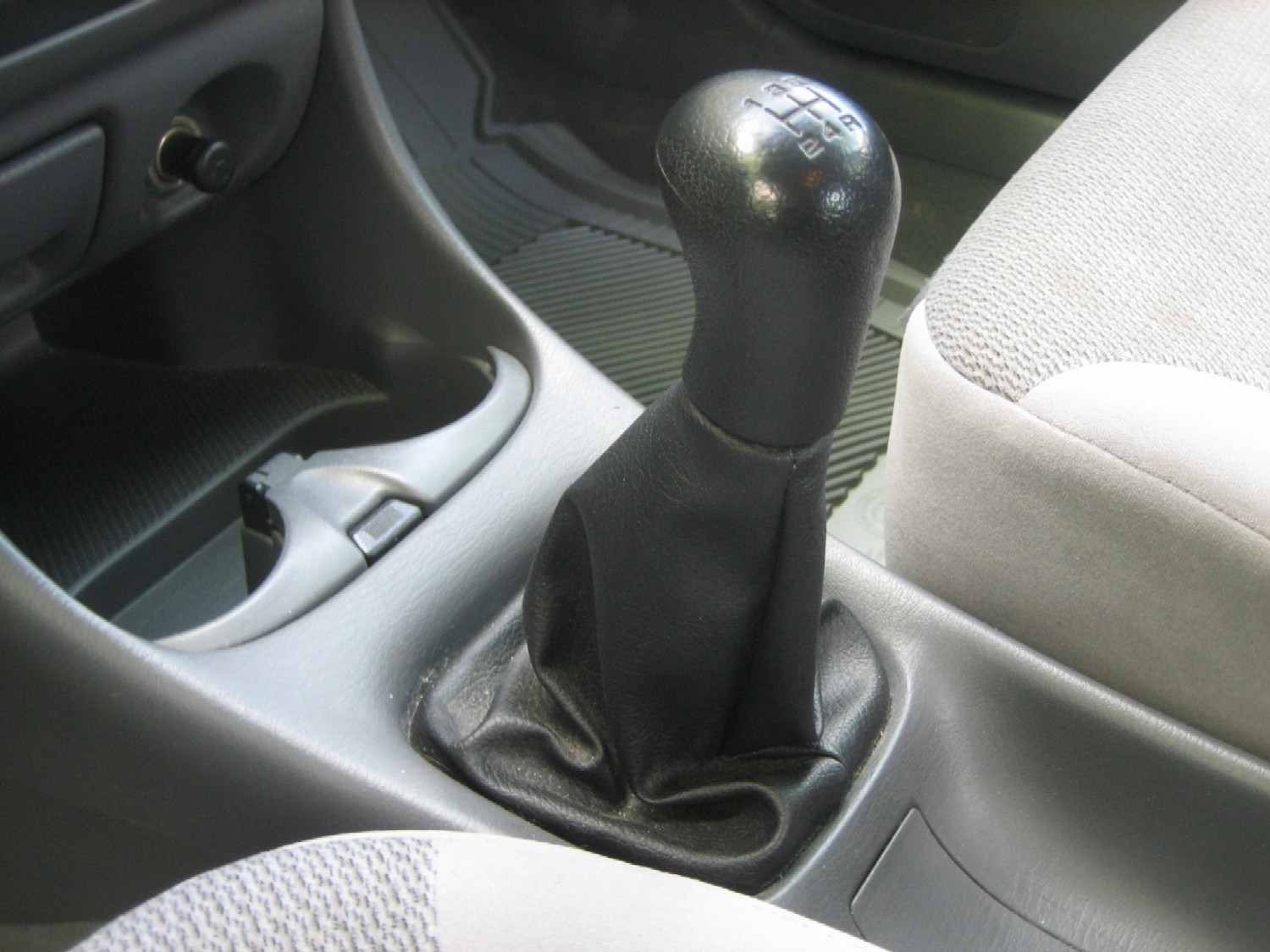
Palanca de cambio manual de 5 velocidades en el piso

La  palanca de cambio  de un vehículo automotor, es un elemento utilizado para activar o desactivar las relaciones correspondientes de la caja de cambios de un vehículo, como un automóvil, con caja de cambios manual o varios tipos comunes de transmisión automática.
El dispositivo se utiliza para cambiar de marcha, en un vehículo de transmisión manual. Esta acción se hace normalmente mientras se pulsa el pedal de embrague con el pie izquierdo para liberar el motor de la transmisión a las ruedas.
En los vehículos de cuatro ruedas se coloca generalmente en el panel de suelo del vehículo, entre el conductor y el acompañante, y algunas veces en la columna de dirección. Esto último es más común en los vehículos de transmisión automática y menos frecuente en transmisiones manuales aunque son numerosos los modelos de automóviles equipados con este sistema, principalmente en Estados Unidos entre fines de los años 1930 y mediados de los años 1990.

## Pedal de cambio
En una motocicleta por norma general la palanca de cambios es un pedal que se encuentra a un costado de la caja de cambios, en la parte inferior del motor y está diseñado para ser operado con el pie. Como excepción, algunas scooters llevan el cambio en la empuñadura izquierda del manillar (en efecto, el mando derecho del manillar corresponde al sistema de frenos mientras que el izquierdo corresponde al embrague).

Esquema de cambio en el pomo de una palanca
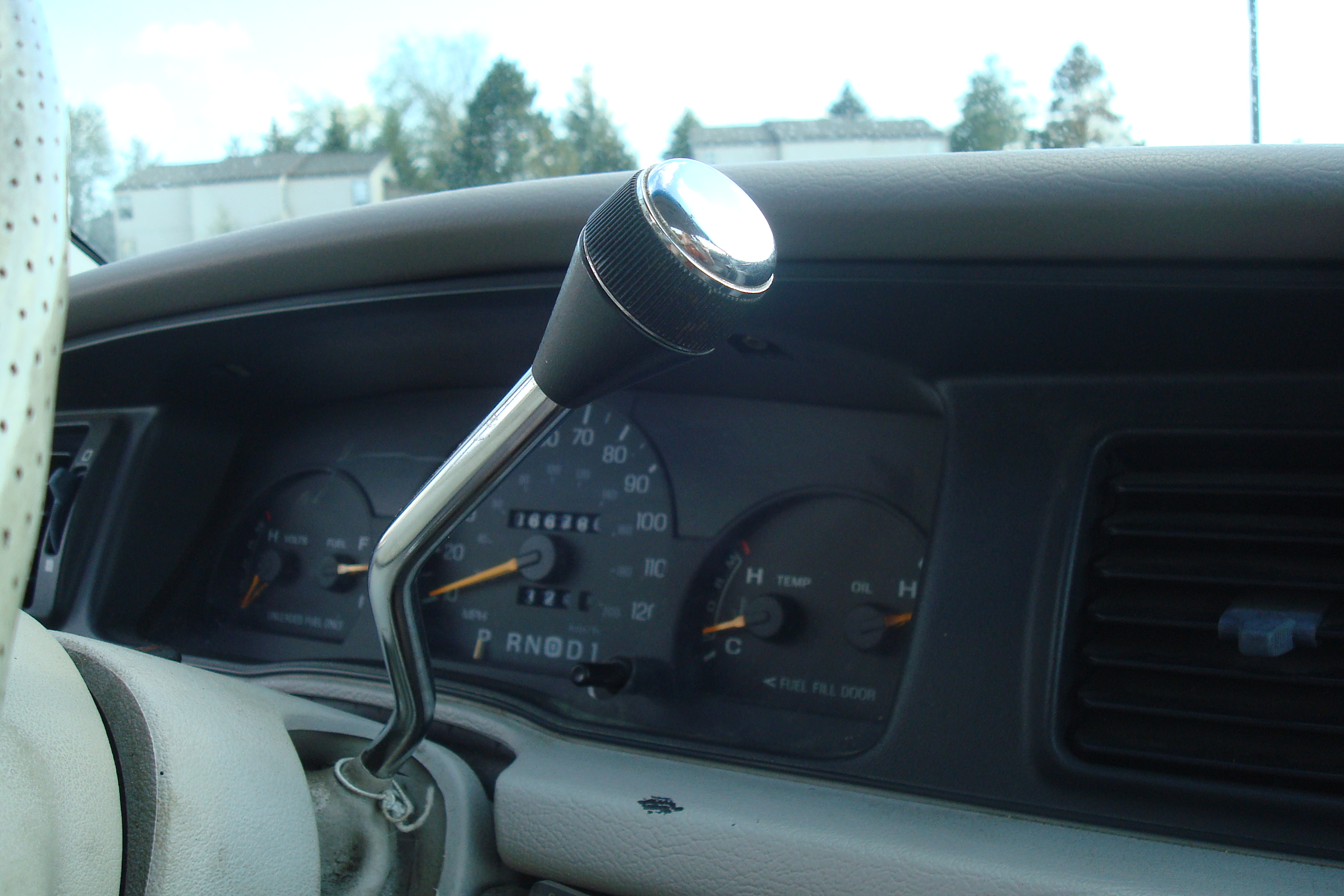
Palanca de cambios en la columna de un Ford Crown Victoria
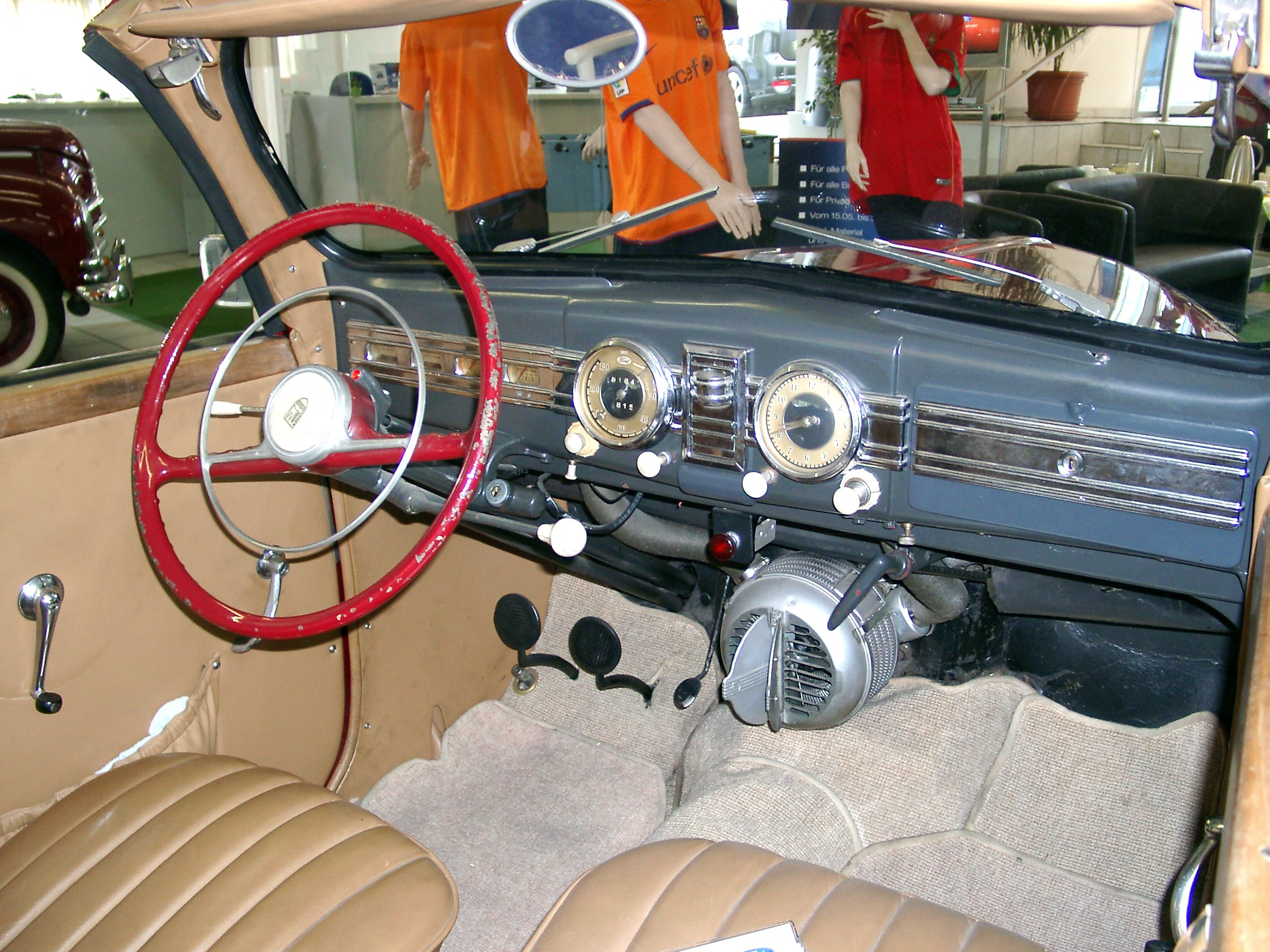
Palanca de cambio en la columna de dirección (granamb el pomo blanco)
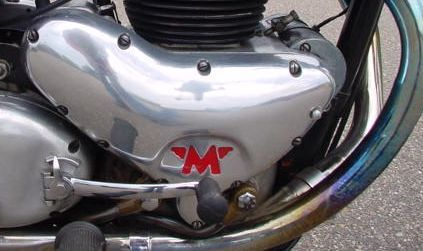
Pedal de cambio de motocicleta

| Disposición | Descripción |
| ----------- | --- |
|             | Esta es la disposición de 5 velocidades más común. Es completamente intuitiva, empieza por arriba a la izquierda y sigue un orden de arriba abajo y de izquierda a derecha. En la última posición está la marcha atrás. |
|             | Esta es otra disposición de 5 velocidades que podemos encontrar en algunos Saab, BMW, Audi, Eagle, Volvo, Volkswagen, Škoda, Opel, Hyundai,Nissan, la mayoría de Renault, algunos Ford diésel, la mayor parte de Holden/Vauxhall y otros. La marcha atrás está en esa posición para evitar introducirla por error en marcha. |
|             | Esta disposición se denomina a veces «de pata de perro» y se usa en algunos coches de carreras y vehículos de calle antiguos con transmisiones de 3 velocidades. El nombre deriva de los recorridas sobre y bajo la primera y la segunda marcha. Su uso es habitual en coches de carreras y deportivos, pero hoy en día con los cambios secuenciales de 6 velocidades está reduciéndose su popularidad. Este tipo de caja de cambios también se puede encontrar en algunos vehículos pesados en los que la primera marcha tiene un rango extracorto, utilizable únicamente en condiciones de arranque extremas, como cuestas muy pronunciadas. |
|             | Esta disposición es típica en cajas de 6 velocidades. El máximo de velocidades común es de 6, sin embargo, algunos camiones o grandes vehículos comerciales pueden tener cajas de 8, 16 o hasta 20 velocidades. Para estos casos, la marcha atrás está colocada fuera de la «H», evitando así que la palanca se introduzca dentro del espacio del conductor al ponerla. Un número superior de velocidades un automóvil manual es poco común, pero hay casos, como el Porsche 911, que tiene una transmisión manual de hasta 7 velocidades. |
|             | Disposición de 4 velocidades. |
|             | Disposición de 4 velocidades para vehículos Volkswagen refrigerados por aire Tipo 1, Tipo 2 (1950-2014), Tipo 3, Tipo 4, Tipo 181, Tipo 321, Karmann Ghia, T200. |
|             | Disposición de 3 velocidades. |
|             | Disposición de 4 velocidades. Se encuentran en Peugeot 403 y 404 hasta septiembre de 1967. |